# Sinophorus exartemae
Sinophorus exartemae là một loài tò vò trong họ Ichneumonidae.